# 高雄鼓山亭
22°37′01″N 120°17′51″E / 22.6169661°N 120.2974480°E
苓雅寮鼓山亭，又稱高雄鼓山亭，位在高雄市苓雅區次分區苓雅寮，鄰近苓雅市場。是一座主祀保生大帝的廟宇。
廟內最重要之文物，乃掛於正殿正上方乾隆三十三年（1768年）的「大德參天」匾額，可見證歷史之悠久，為全國保生大帝廟名列古廟之一。

## 歷史
高雄市苓雅區鼓山亭，原位在今高雄港15號碼頭，日治時期昭和七年（1932年）因擴港工程必須遷移，遂遷移到現址，昭和八年（1933年）建廟並於八月興工，昭和十年（1935年）完工。
民國五十年（1961年）三月重修完成。鼓山亭對於地方文化資產保存亦相當重視，民國七十九年（1990年）進行廟體翻修時，廟方基於保存傳統藝術與在地文化資產，將拆卸的石獅、石雕、彩繪門神、鑄鐵鐘等廟體構件，捐贈給高雄市歷史博物館保存。民國九十七年（2008年）十二月廟頂漏水修繕完成。民國九十八年（2009年）六月遭人縱火，「文昌」及「武財神」兩殿付之一炬。民國壹佰年（2011年）重修竣工，同年十月，臺灣保生大帝信仰總會及臺北大龍峒保安宮致贈匾額「惠我黎民」、「與天同功」。

## 祀神
- 正殿：保生大帝吳真人、感天大帝許真人、天醫大帝孫真人、廣澤尊王、觀世音菩薩、中壇元帥、福德正神、五營將軍、虎爺將軍

- 財神殿：五路武財神

- 註生殿：註生娘娘

- 文昌殿：五文昌帝君

- 太歲殿：斗姥元君、太歲星君[7]

## 慶典
- 正月初四：天醫大帝聖誕（祝壽、誦經、演戲）
- 正月初九：玉皇上帝萬壽（祝壽、誦經、演戲）
- 正月十五：上元天官大帝聖誕（乞龜）
- 二月初二：福德正神聖誕（獻敬）
- 二月初三：文昌帝君聖誕（獻敬）
- 二月十九：觀音菩薩佛誕（獻敬、誦經）
- 三月十五：保生大帝暨中路財神趙元帥聖誕（祝壽、誦經、演戲和各系列活動）
- 三月二十：註生娘娘聖誕（獻敬）
- 五月初二：保生大帝昇天紀念日（獻敬、舉行送白鶴祭典）
- 六月初六：虎爺將軍聖誕（獻敬）
- 六月十九：觀音菩薩成道紀念日（獻敬、誦經）
- 七月十一：中元地官大帝聖誕暨慶讚中元普渡（演戲）
- 七月十九：太歲星君聖誕（獻敬）
- 八月廿二：廣澤尊王聖誕（獻敬）
- 九月初九：中壇元帥聖誕（獻敬）
- 九月十九：觀音菩薩出家紀念日（獻敬、誦經）
- 十月十五：下元水官大帝聖誕（誦經、演戲）
- 十月廿五：感天大帝聖誕（祝壽、誦經、演戲）

## 圖輯

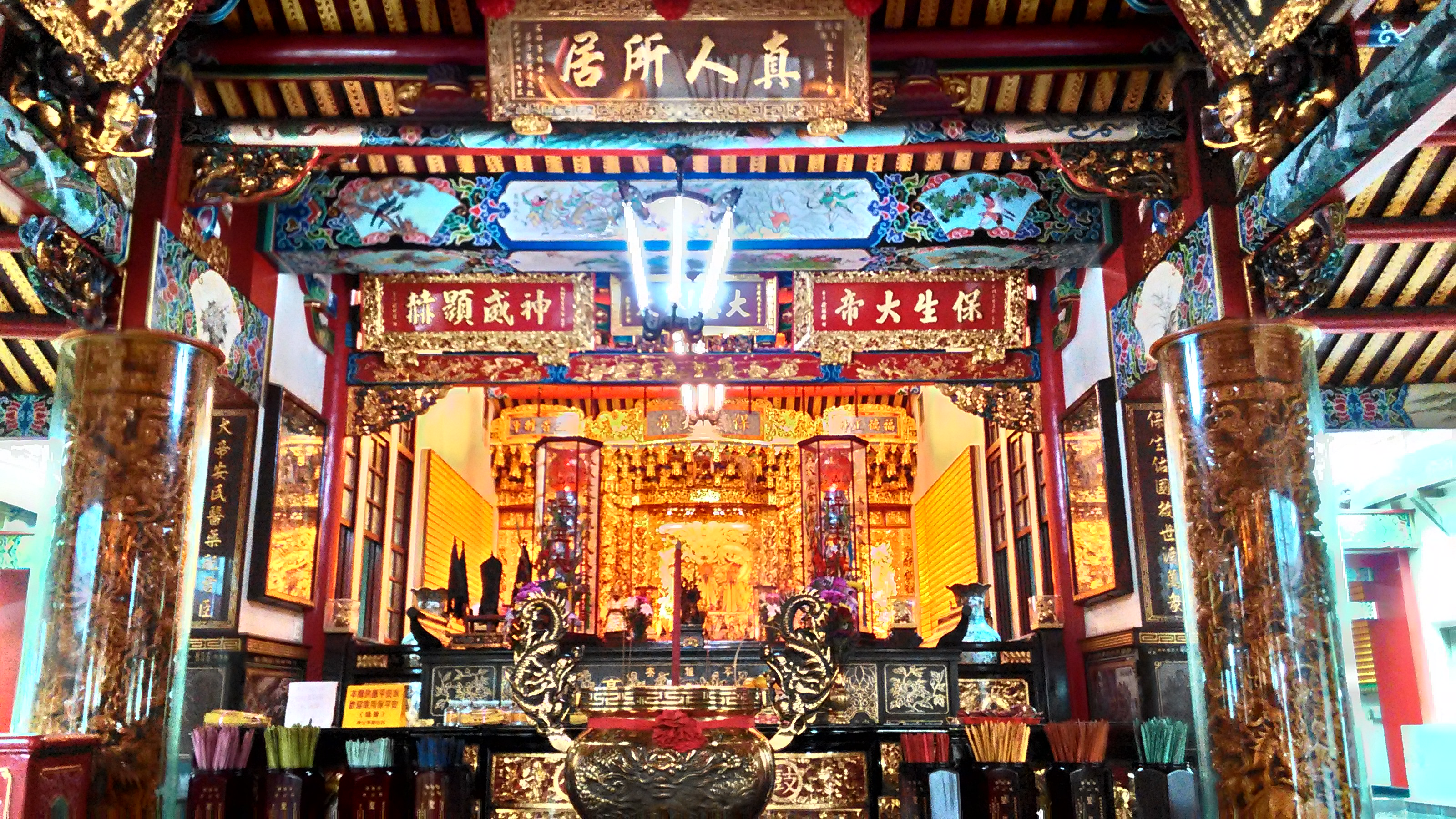
鼓山亭正殿
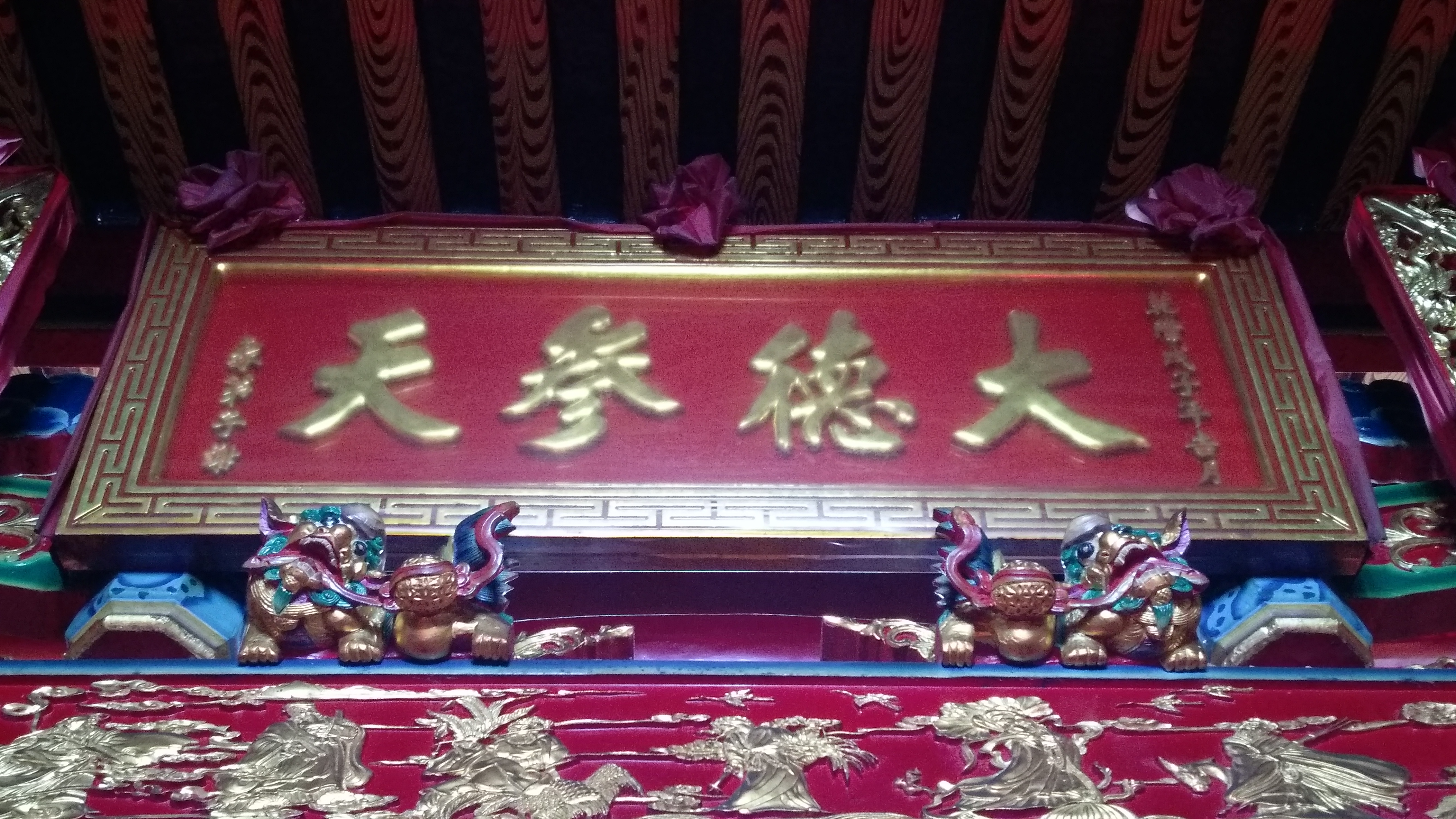
大清乾隆33年（西元1768年）匾額「大德參天」
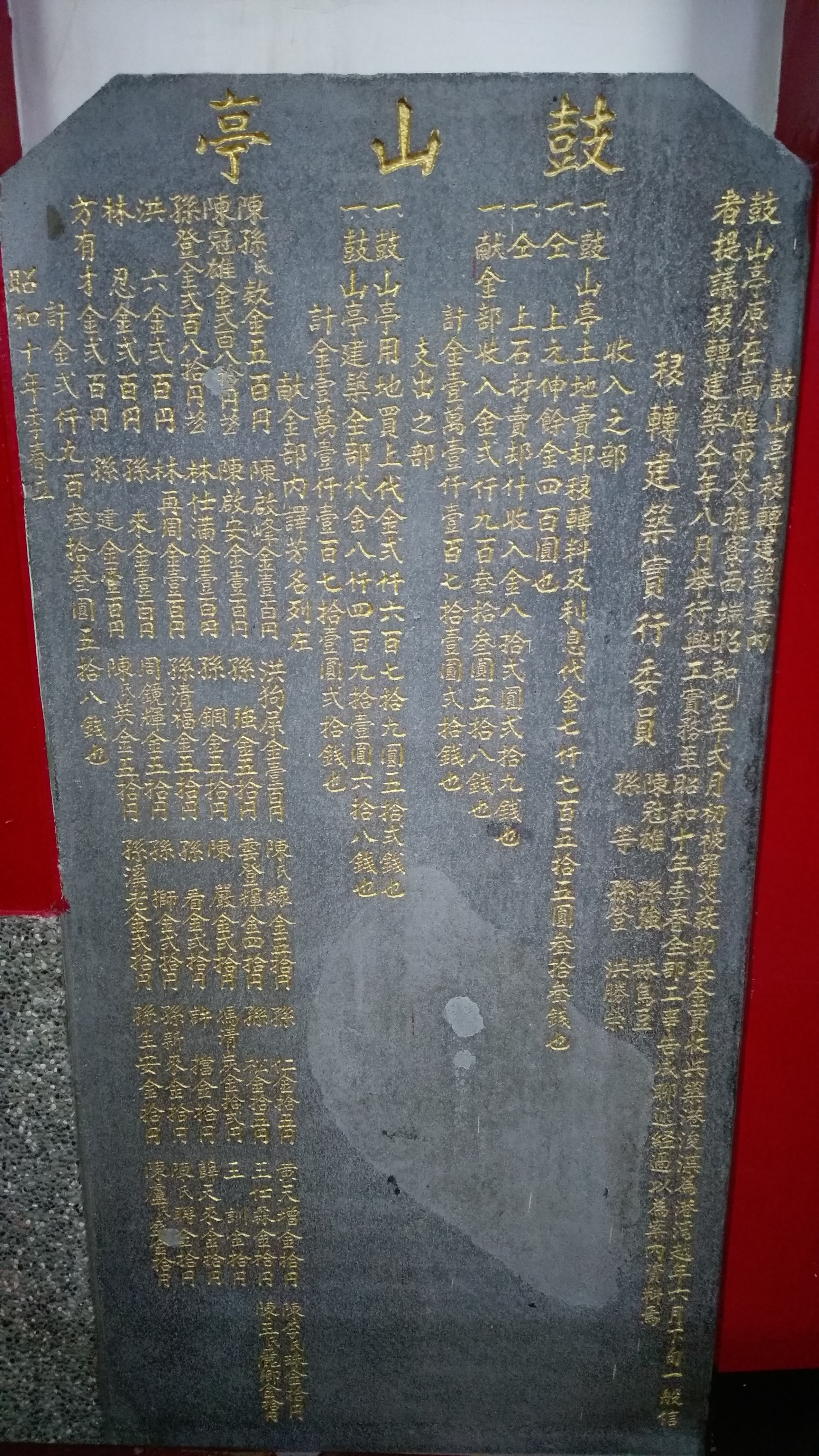
日本昭和十年苓雅寮鼓山亭建築移轉案內石碑

## 外部連結
- 高雄鼓山亭的Facebook專頁